# Motorola Solutions
Motorola Solutions – międzynarodowe przedsiębiorstwo telekomunikacyjne powstałe w wyniku podziału Motoroli w 2011 roku. Po odłączeniu się od Motorola Mobility, której główną domeną jest produkcja telefonów komórkowych, Motorola Solutions funkcjonuje głównie na rynku rozwiązań łączności radiowej dla służb bezpieczeństwa publicznego. Produkuje także radiotelefony i stacje bazowe przeznaczone na rynek cywilny.
Sztandarowymi produktami Motorola Solutions są cyfrowe systemy radiowe w standardzie TETRA (Dimetra) oraz APCO25 (ASTRO), jak również łączność LTE, radiotelefony, sieci WLAN, zaawansowane systemy rejestracji danych, takie jak czytniki kodów kreskowych i rozwiązania RFID.
Obecnie przedsiębiorstwo zatrudnia ponad 22 tysiące pracowników w 65 krajach, a jej produkty obecne są w ponad 100 krajach.

## Motorola Solutions w Polsce
Główną siedzibą Motorola Solutions w Polsce jest Kraków. W centrum badawczym zatrudnionych jest prawie 2500 pracowników, którzy odpowiadają za szerokie spektrum usługowe – oprogramowanie, dokumentację techniczną, wsparcie techniczne, system kontroli jakości oraz centrum finansowe. Jest to jednocześnie jedno z największych centrów Motoroli na świecie.

## Nazwa
„Motorola” stanowi połączenie słowa „motor” i popularnej wówczas końcówki „ola”, użytego pierwotnie dla pierwszego radia samochodowego (model 5T71 z 1930 roku), wyprodukowanego przez Galvin Corp.